# OSS 117 : 카이로 - 스파이의 둥지
OSS 117 : 카이로 - 스파이의 둥지(OSS 117: Le Caire Nid D'espions)는 프랑스에서 제작된 미셀 하자나비시우스 감독의 2006년 영화이다. 장 뒤자르댕 등이 주연으로 출연하였고 니콜라스 엘트메이어 등이 제작에 참여하였다.

## 출연

### 주연
- 장 뒤자르댕
- 베레니스 베조

### 조연
- 아우레 아티카
- 필립페 레페브레
- 사이드 아마디스

## 제작진
- 미술: 마마르 에크-체익